# Alyaksandr Anyukevich
Alyaksandr Antonavich Anyukevich (tiếng Belarus: Аляксандр Антонавiч Анюкевіч; tiếng Nga: Александр Антонович Анюкевич; sinh 10 tháng 4 năm 1992) là một cầu thủ bóng đá Belarus hiện tại thi đấu cho Neman Grodno.

## Sự nghiệp
Sinh ra ở Grodno, Anyukevich bắt đầu chơi bóng ở hệ thống trẻ của FC Neman Grodno. Anh gia nhập đội chính và ra mắt tại Giải bóng đá ngoại hạng Belarus năm 2010.